# 内閣官房情報通信技術総合戦略室
内閣官房情報通信技術総合戦略室（ないかくかんぼうじょうほうつうしんぎじゅつそうごうせんりゃくしつ）は、2013年6月4日に内閣官房に設置され、デジタル庁の設置に伴い2021年8月31日に廃止された組織。
2000年に設置された内閣官房IT担当室と2012年に設置された政府CIO室を統合して発足した。室長は内閣情報通信政策監が務めていた。「内閣官房 情報通信技術（IT）総合戦略室」とも表記され、略称としてIT総合戦略室。

## 概要
従来、情報通信の本部の事務局は内閣内政審議室が担っていた。情報技術（IT）の発展とともに事務局の強化が必要とされ始め、2000年8月7日、高度情報通信ネットワーク社会推進戦略本部（IT戦略本部）の事務局として内閣官房にIT担当室が設置され、内閣官房情報通信技術総合戦略室に事務局の機能が引き継がれた。
内閣情報通信政策監（政府CIO）が室長を務める。政府CIO補佐官は当室に所属する。
フリーランスの記者がプレス登録する際には関係資料をファクシミリで送る必要があった。
2020年9月30日、デジタル改革関連法案準備室が内部組織として設置された。

## 組織
IT総合戦略室では、社会全般の範囲でのIT化を推進するため、班に分けて活動を行う。
- 総括・戦略班
- デジタル・ガバメント班[7]
- マイナンバー班
- オープンデータ・データ流通班
- 地方班
- 新産業・科学技術班[8]
- プロジェクト班

## 所管法令
2010年8月現在、以下の所管法令がある。
- 法律
  - 高度情報通信ネットワーク社会形成基本法（IT基本法）- 2000年成立
  - 民間事業者等が行う書面の保存等における情報通信の技術の利用に関する法律（e-文書法）- 2004年成立
  - 民間事業者等が行う書面の保存等における情報通信の技術の利用に関する法律の施行に伴う関係法律の整備等に関する法律（e-文書法）- 2004年成立
- 政令
  - 高度情報通信ネットワーク社会推進戦略本部令（平成12年政令第555号）（IT戦略本部令）[10] - 2000年成立
  - 民間事業者等が行う書面の保存等における情報通信の技術の利用に関する法律施行令（平成17年政令第8号）[11] - 2005年成立